# روبي هاموند
روبي هاموند (بالإنجليزية: Ruby Hammond)‏ هي ناشطة حقوق الإنسان أسترالية، ولدت في 1936 في بلاكفورد في أستراليا، وتوفيت في 16 أبريل 1993 في أديلايد في أستراليا.